# Ronde van Lombardije 2010
De 104e editie van de Ronde van Lombardije werd verreden op 16 oktober 2010. De 260 kilometer tussen Milaan en Como werden afgelegd in een kleine 6 uur. Deze race was de laatste wedstrijd voor de UCI Wereldranglijst 2010 en de laatste van het wielerseizoen 2010.

## Verloop
Er startten 195 renners. Mauro da Dalto, Michael Albasini, Tony Gallopin, Gianluca Mirenda, Diego Caccia en Kjell Carlström sloegen vanaf het begin de handen ineen en behaalden gezamenlijk een voorsprong van 8 minuten. Langzaam maar zeker werd de voorsprong alsmaar kleiner. Vladimir Goesev en Giovanni Visconti roken hun kans, maar het was de Nederlander Bauke Mollema die een tijdje alleen op kop reed. Op 35 kilometer van de finish werd hij door Philippe Gilbert, Michele Scarponi, Samuel Sanchez en Vincenzo Nibali bijgehaald in de afdaling van de Sormano.
Op ongeveer 20 kilometer van de finish plaatste titelverdediger Gilbert een demarrage. Niet veel later kreeg hij gezelschap van Scarponi. Al snel kreeg dit duo een voorsprong van een minuut en het werd duidelijk dat een van hen twee zou winnen.
Op 5 kilometer van de eindmeet, vlak voor de top van de slotklim (de San Fermo de la Bataglia), toonde Gilbert zich heer en meester. In de afdaling wist hij een voorsprong van 10 seconden op te bouwen in een druistig herfstweer en reed met 6u 46' 32" de beste tijd. Gilbert volgt zichzelf op, Scarponi eindigt tweede op 12 seconden van de Belg.

## Uitslag
| Ronde van Lombardije 2010 (242 km) |                    |                    |          |
| Plaats                             | Naam               | Ploeg              | Tijd     |
| Winnaar                            | Philippe Gilbert   | Omega Pharma-Lotto | 6u46'32  |
| 2                                  | Michele Scarponi   | Androni Giocattoli | + 12"    |
| 3                                  | Pablo Lastras      | Caisse d'Epargne   | + 55"    |
| 4                                  | Jakob Fuglsang     | Team Saxo Bank     | + 1' 08" |
| 5                                  | Vincenzo Nibali    | Liquigas-Doimo     | z.t.     |
| 6                                  | Samuel Sanchez     | Euskaltel-Euskadi  | + 1' 12" |
| 7                                  | Mikel Nieve        | Euskaltel-Euskadi  | + 2' 07" |
| 8                                  | Mauro Santambrogio | BMC Racing Team    | + 3' 01" |
| 9                                  | Carlos Barredo     | Quick Step         | + 3' 25" |
| 10                                 | Giampaolo Caruso   | Team Katusha       | + 3' 50" |
|                                    |                    |                    |          |
| 13                                 | Bauke Mollema      | Rabobank           | + 5' 13" |
| 14                                 | Dries Devenyns     | Quick Step         | + 5' 32" |